# Musalı (Saatlı)
Musalı è un comune dell'Azerbaigian situato nel distretto di Saatlı.